# Dima Bilan
Dima Nikolayevich Bilan (Russo: Дима Никола́евич Била́н; nascido em Viktor Nikolayevich Belan (Russo: Виктор Николаевич Белан); 24 de dezembro de 1981), é um cantor, compositor e ator russo. Bilan representou a Rússia no Festival Eurovisão da Canção 2006 com "Never Let You Go", terminando em segundo lugar. Bilan venceu o Festival Eurovisão da Canção 2008 com a música "Believe". Na sua atuação em 2008 ele convidou dois grandes artistas, o violinista húngaro Edvin Marton e o tri-campeão olímpico russo Evgeni Plushenk para participar do evento.

## Álbuns
- 2003 - Ya nochnoi huligan (Я ночной хулиган)
- 2004 - Na beregu neba (На берегу неба)
- 2006 - Vremya-reka (Время-река)
- 2008 - Protiv Pravil (Против правил)
- 2009 - Believe
  - 2011: Mečtateli (Träumer)
  - 2012: Я задыхаюсь (ich ersticke)
  - 2013: Dotyanis (Erreichen)